# Eden Sin
Eden Sin (Carolina del Norte; 7 de julio de 1995) es una actriz pornográfica y modelo erótica estadounidense.

## Biografía
Nació en el estado de Carolina del Norte, en julio de 1995, en una familia con ascendencia nativoamericana e irlandesa. La propia Eden Sin ha relatado en varias entrevistas que su carrera como actriz pornográfica comenzó tras el visionado del documental Hot Girls Wanted, emitido por Netflix en 2015.
Eden Sin decidió trasladarse a Florida, donde contactó con una agencia de actrices y entró en la industria, debutando como actriz en 2016, a los 21 años de edad. Como actriz, ha trabajado para productoras como Evil Angel, Girlfriends Films, Hustler, New Sensations, Burning Angel, Zero Tolerance, 3rd Degree o Kink.com, entre otras.
Grabó su primera escena de doble penetración anal en Double Teaming My Step Sister, junto a Mr. Pete y Ramón Nomar.
En 2018 fue nominada en los Premios XBIZ en las categorías de Mejor actriz revelación y Mejor escena de sexo en película gonzo, junto a Anna Bell Peaks, por Evil Creampies.
Ha rodado más de 200 películas como actriz.
Otros de sus trabajos destacados son Anally Corrupted Teens, Caged, Hotwife Bound 2, Me and Mommy's Messy Mouth 2, Pussy Lickers, Rough Sex o Sex For Rent.

## Premios y nominaciones
| Año  | Ceremonia         | Resultado | Premio                                 | Trabajo        |
| ---- | ----------------- | --------- | -------------------------------------- | -------------- |
| 2018 | Premios XBIZ      | Nominada  | Mejor actriz revelación                | —              |
| 2018 | Premios XBIZ      | Nominada  | Mejor escena de sexo en película gonzo | Evil Creampies |
| 2018 | Spank Bank Awards | Nominada  | Bondage Artiste of the Year            | —              |
| 2018 | Spank Bank Awards | Nominada  | Newcummer of the Year                  | —              |
| 2018 | Spank Bank Awards | Nominada  | Servile Sub of the Year                | —              |
| 2018 | Spank Bank Awards | Nominada  | Tortured Fuck Doll of the Year         | —              |
| 2019 | Premios AVN       | Nominada  | Premio fan: Culo más épico             | —              |
| 2019 | Spank Bank Awards | Nominada  | Deepest Throat                         | —              |
| 2019 | Spank Bank Awards | Nominada  | Exotic Femme Fatale of the Year        | —              |
| 2019 | Spank Bank Awards | Nominada  | IBTC Khaleesi                          | —              |
| 2019 | Spank Bank Awards | Nominada  | Sloppy Head Savant of the Year         | —              |